# Борба, Джорджо
Джорджо (Георге) Борба (итал. Giorgio Borba, ивр. ג'ורג' בורבה‎, араб. جورج بوربا‎, родился 12 июля 1944 в Мачерате) — израильский футболист итальянского происхождения, выступавший на позиции полузащитника.

## Карьера

### Клубная
За свою карьеру выступал в тель-авивских командах «Хапоэль» и «Шимшон», нетаниянском «Маккаби» и рамат-ганском «Хапоэле». Трёхкратный чемпион Израиля.

### В сборной
В сборной сыграл 37 игр и забил 6 голов (хотя ФИФА признаёт 24 игры и 2 гола как официальные). Выступал на Олимпийских играх 1968 года и чемпионате мира 1970 года.

## Достижения
- Чемпион Израиля: 1965/66, 1968/69, 1973/74